# Medalia „Ferdinand I”
Medalia „Ferdinand I” (grafie alternativă Medalia Ferdinand I) a fost o medalie creată la 8 mai 1929, în amintirea regelui Ferdinand I al României (simultan cu crearea Ordinului „Ferdinand I”), cu scopul de a recompensa persoanele care au avut contribuții deosebite la Marea Unire din 1918.

## Descriere
Medalia are reprezentată pe avers efigia regelui Ferdinand I și legenda circulară „FERDINAND•I•REGE•AL•ROMÂNIEI•”. Pe revers, în centru, era o cruce a Ordinului Ferdinand I lucrată în relief și anii reprezentând perioada domniei regelui: 1914 (sus) și 1927 (jos).

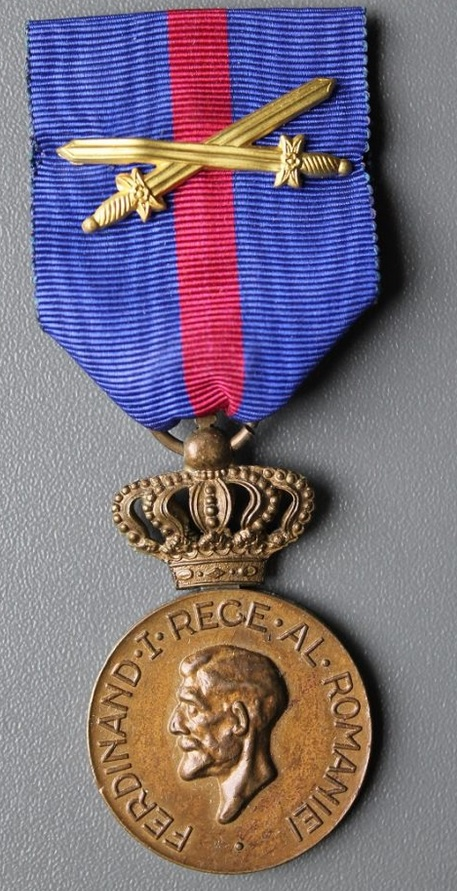
Medalia Ferdinand I (avers)

Au existat cel puțin două variante ale aversului. Panglica era de culoare albastru închis cu o dungă roșie centrală. Pentru militari se prindeau pe panglică două spade încrucișate.

## Acordare
Medalia s-a acordat în primul rând – cu spade pe panglică – voluntarilor, în special ardeleni și bucovineni, care au luptat în cadrul Armatei Române sau în cadrul unor armate aliate în timpul Primului Război Mondial.